# Ranking of Kings
Ranking of Kings (王様ランキング?, Ōsama Rankingu, lett. "La graduatoria dei re") è un manga scritto e disegnato da Sōsuke Tōka, serializzato sulla rivista digitale Manga Hack di Enterbrain a partire dal 20 maggio 2017. Ne è stata tratta una serie anime prodotta da Wit Studio e trasmessa in Giappone a partire dal 15 ottobre 2021 su Fuji TV, all'interno del contenitore NoitaminA.

## Trama
Il giovane e ingenuo principe Bojji è sordo, non è in grado di parlare né di maneggiare una spada, ma nonostante ciò punta a diventare un grande re. Il morente re Bosse lo indica come erede alla corona, ma alla sua morte i membri della corte si oppongono e incoronano Daida, figlio di seconde nozze di Bosse e della regina Hiling.

## Personaggi
Principe Bojji (ボッジ?)
Doppiato da: Minami Hinata (ed. giapponese), Giulia Maniglio (ed. italiana)
Principe del regno di Bosse, è nato sordo e privo di forza anche se è figlio di giganti. Nonostante la sua condizione, per cui viene deriso dalla gente, punta a diventare il re più forte di tutti. Si mostra sempre gentile e sorridente, è molto agile e veloce.
Kage l'ombra (カゲ?)
Doppiato da: Ayumu Murase (ed. giapponese), Alessandro Germano (ed. italiana)
Ultimo sopravvissuto del clan delle ombre, si guadagna da vivere rubando e in questo modo incontra Bojji, incuriosito si interessa al ragazzo e conoscendolo rimane impressionato fino a diventarne amico.
Daida (ダイダ?)
Doppiato da: Yūki Kaji (ed. giapponese), Andrea Oldani (ed. italiana)
Fratello minore di Bojji, figlio di Bosse e Hiling. Ha una forza superiore rispetto a un comune umano ed è molto orgoglioso. Viene manipolato dallo specchio magico e il suo corpo viene posseduto dal suo padre defunto.
Domas (ドーマス?, Dōmasu)
Doppiato da: Takuya Eguchi (ed. giapponese), Mattia Bressan (ed. italiana)
Maestro di spada, viene assegnato da Bosse come insegnante di Bojji.
Bebin (ベビン?)
Doppiato da: Yūji Ueda (ed. giapponese), Gianluca Iacono (ed. italiana)
Insegnante di Daida e ammaestratore di serpenti, aiuta a proteggere Bojji.
Apeas (アピス?, Apisu)
Doppiato da: Hiroki Yasumoto (ed. giapponese), Massimiliano Lotti (ed. italiana)
Comandante fedele a Bosse, diventa servitore dello specchio magico.
Dorshe (ドルーシ?, Dorūshi)
Doppiato da: Hinata Tadokoro (ed. giapponese), Luca Semeraro (ed. italiana)
Guardia del corpo di Hiling.
Hokuro (ホクロ?)
Doppiato da: Daiki Yamashita (ed. giapponese), Renato Novara (ed. italiana)
Un soldato capace di parlare la lingua dei segni che accompagna Bojji e Domas in viaggio.
Re Bosse (ボッス?, Bossu)
Doppiato da: Kenta Miyake (ed. giapponese), Natale Ciravolo (ed. italiana)
Gigante, re e padre di Bojji e di Daida. La sua ambizione era quella di diventare il più forte e per questo aveva stretto un patto con un diavolo, in questo modo ha ottenuto la forza del suo primo figlio.
Regina Hiling (ヒリング?, Hiringu)
Doppiata da: Rina Satō (ed. giapponese), Gea Riva (ed. italiana)
Seconda moglie di Bosse e madre di Daida. Diventa la madre adottiva di Bojji e si guadagna la sua fiducia ma poi diventa molto severa con lui, inizialmente non lo ritiene adatto a guidare il regno. Con il suo potere è capace di guarire le ferite.
Shiina (シーナ?, Shīna)
Doppiata da: Takako Honda (ed. giapponese), Paola Della Pasqua (ed. italiana)
Prima moglie di Bosse e madre di Bojji, anche lei era una gigantessa.
Miranjo / Lo specchio magico (魔法の鏡役?, Mahō no kagami)
Doppiata da: Maaya Sakamoto (ed. giapponese), Ludovica De Caro (ed. italiana)
In forma di specchio magico suggerisce a Daida come agire fino a quando usa il corpo del nuovo re per far tornare in vita Bosse. Ha conosciuto Bosse dopo che era stata sfigurata dagli abitanti del regno di Gyakuza, grazie a lui riesce a riprendersi e cerca di ricambiare il favore facendo di tutto per realizzare il sogno di Bosse. Dopo aver tentato di uccidere Shiina rimane gravemente ferita e trasferisce il suo spirito nello specchio magico. Riottiene il suo corpo grazie al desiderio chiesto da Daida a un demone.
Sandeo (サンデオ?)
Doppiato da: Kentaro Tone (ed. giapponese), Oliviero Corbetta (ed. italiana)
Ministro della giustizia del regno di Bosse.
Sorii (ソリー?, Sori)
Doppiato da: Tsuguo Mogami (ed. giapponese), Marco Balzarotti (ed. italiana)
Primo ministro del regno di Bosse.
Mitsumata (ミツマタ?)
Doppiato da: Nozomi Suzuki (ed. giapponese), Lorenzo Scattorin (ed. italiana)
Serpente gigante capace di parlare, è fedele a Bebin e aiuta Bojji.
Desha (デスハー?, Desuhā)
Doppiato da: Yoshimitsu Shimoyama (ed. giapponese), Mario Scarabelli (ed. italiana)
Re del mondo sotterraneo, fratello maggiore di Despa e Ouken, ha poteri di semidio.
Despa (デスパー?, Desupā)
Doppiato da: Takahiro Sakurai (ed. giapponese), Diego Baldoin (ed. italiana)
Fratello di Desha e Ouken, è molto avido e vanitoso, diventa maestro di Bojji.
Ouken (オウケン?, Ōken)
Doppiato da: Kōji Yusa (ed. giapponese), Ezio Vivolo (ed. italiana)
Fratello più giovane di Desha e Despa, ottiene l'immortalità ma cambia completamente personalità.

## Media

### Manga
Il manga viene raccolto in tankōbon editi dalla Kadokawa Shoten a partire dal 12 febbraio 2019.
In Italia la serie è stata annunciata durante il Lucca Comics & Games 2022 da Star Comics la quale lo pubblica a partire dal 26 aprile 2023 nella collana Wonder. La traduzione dei testi è curata da Luigi Boccasile, mentre il lettering è realizzato da Federica Bellinato.
| Nº | Data di prima pubblicazione | Data di prima pubblicazione | Data di prima pubblicazione | Data di prima pubblicazione |
| Nº | Giapponese                  | Giapponese                  | Italiano                    | Italiano                    |
| -- | --------------------------- | --------------------------- | --------------------------- | --------------------------- |
| 1  | 12 febbraio 2019            | ISBN 978-4-04-735517-0      | 26 aprile 2023              | ISBN 978-88-226-4125-0      |
| 2  | 12 febbraio 2019            | ISBN 978-4-04-735518-7      | 5 luglio 2023               | ISBN 978-88-226-4127-4      |
| 3  | 12 aprile 2019              | ISBN 978-4-04-735599-6      | 13 settembre 2023           | ISBN 978-88-226-4258-5      |
| 4  | 12 giugno 2019              | ISBN 978-4-04-735684-9      | 8 novembre 2023             | ISBN 978-88-226-4370-4      |
| 5  | 10 agosto 2019              | ISBN 978-4-04-735719-8      | 16 gennaio 2024             | ISBN 978-88-226-4467-1      |
| 6  | 12 dicembre 2019            | ISBN 978-4-04-735807-2      | 12 marzo 2024               | ISBN 978-88-226-4545-6      |
| 7  | 11 aprile 2020              | ISBN 978-4-04-735854-6      | 21 maggio 2024              | ISBN 978-88-226-4823-5      |
| 8  | 12 agosto 2020              | ISBN 978-4-04-736228-4      | 2 luglio 2024               | ISBN 978-88-226-5004-7      |
| 9  | 11 dicembre 2020            | ISBN 978-4-04-736458-5      | 17 settembre 2024           | ISBN 978-88-226-5100-6      |
| 10 | 12 aprile 2021              | ISBN 978-4-04-736602-2      | 12 novembre 2024            | ISBN 978-88-226-5231-7      |
| 11 | 12 agosto 2021              | ISBN 978-4-04-736743-2      | 21 gennaio 2025             | ISBN 978-88-226-5370-3      |
| 12 | 10 dicembre 2021            | ISBN 978-4-04-736868-2      | 11 marzo 2025               | ISBN 978-88-226-5497-7      |
| 13 | 12 aprile 2022              | ISBN 978-4-04-737007-4      | 20 maggio 2025              | ISBN 978-88-226-5690-2      |
| 14 | 12 agosto 2022              | ISBN 978-4-04-737154-5      | 16 settembre 2025           | ISBN 978-88-226-5828-9      |
| 15 | 12 dicembre 2022            | ISBN 978-4-04-737284-9      | —                           | —                           |
| 16 | 12 aprile 2023              | ISBN 978-4-04-737446-1      | —                           | —                           |
| 17 | 12 agosto 2023              | ISBN 978-4-04-737598-7      | —                           | —                           |
| 18 | 12 dicembre 2023            | ISBN 978-4-04-737742-4      | —                           | —                           |
| 19 | 12 giugno 2025              | ISBN 978-4-04-738454-5      | —                           | —                           |

### Anime
La sigla di apertura della prima metà degli episodi è "BOY" di King Gnu, e quella di chiusura è "Oz" di yama. Per gli episodi dal 12 in poi la serie si apre con la canzone "Hadaka no Yūsha" di Vaundy e si chiude con "Flare" di milet. La federazione di Tokyo per le persone sorde ha supervisionato le scene in cui viene impiegata la lingua dei segni.
La serie viene distribuita in Italia da Crunchyroll dal 6 gennaio 2022 sottotitolata e in contemporanea col Giappone dall'episodio 12. Ranking of Kings è una delle prime serie pubblicate su Crunchyroll anche con doppiaggio italiano, il quale è stato distribuito dal 19 luglio al 20 dicembre 2022. Il doppiaggio è stato curato da VSI MILAN di Milano sotto la direzione di Claudio Beccari. L'adattamento dei dialoghi dell'edizione italiana è stato effettuato da Marta Ponti.
L'8 agosto 2022 viene annunciata una stagione intitolata The Treasure Chest of Courage (勇気の宝箱?, Yūki no takarabako) con sceneggiatura originale. La sigla di apertura è "GOLD" di PEOPLE 1 e quella di chiusura "Atemonaku" di Aimer. Viene trasmessa sottotitolata in streaming da Crunchyroll dal 14 aprile 2023, e con doppiaggio italiano dal 4 maggio al 6 luglio 2023.

#### Episodi

##### Prima stagione
| Nº | Titolo italiano Giapponese 「Kanji」 - Rōmaji                                   | In onda          | In onda           |
| Nº | Titolo italiano Giapponese 「Kanji」 - Rōmaji                                   | Giapponese       | Italiano          |
| 1  | I vestiti nuovi del principe 「裸の王子」 - Hadaka no ōji                       | 15 ottobre 2021  | 19 luglio 2022    |
| 2  | Il principe e Kage 「王子とカゲ」 - Ōji to Kage                                 | 22 ottobre 2021  | 26 luglio 2022    |
| 3  | Il nuovo sovrano 「新しい国王」 - Atarashii kokuō                               | 29 ottobre 2021  | 2 agosto 2022     |
| 4  | Il primo viaggio 「初めての旅」 - Hajimete no tabi                              | 5 novembre 2021  | 9 agosto 2022     |
| 5  | Un intreccio di intrighi 「からみあう陰謀」 - Karamiau inbō                     | 12 novembre 2021 | 16 agosto 2022    |
| 6  | Il re dell'oltretomba 「冥府の王」 - Meifu no ō                                 | 19 novembre 2021 | 23 agosto 2022    |
| 7  | L'apprendistato del principe 「王子の弟子入り」 - Ōji no deshiiri               | 26 novembre 2021 | 30 agosto 2022    |
| 8  | Sacrificio per un sogno 「夢のいけにえ」 - Yume no ikenie                       | 3 dicembre 2021  | 6 settembre 2022  |
| 9  | La regina e lo scudo 「王妃と盾」 - Ōhi to tate                                 | 10 dicembre 2021 | 13 settembre 2022 |
| 10 | La spada del principe 「王子の剣」 - Ōji no ken                                 | 17 dicembre 2021 | 20 settembre 2022 |
| 11 | Fratello maggiore e fratello minore 「兄と弟」 - Ani to otōto                   | 24 dicembre 2021 | 27 settembre 2022 |
| 12 | Segnali di guerra 「戦いの足音」 - Tatakai no ashioto                           | 7 gennaio 2022   | 4 ottobre 2022    |
| 13 | Un regno in tumulto 「王国の乱れ」 - Ōkoku no Midare                            | 14 gennaio 2022  | 11 ottobre 2022   |
| 14 | Il ritorno del principe 「王子の帰還」 - Ōji no Kikan                           | 21 gennaio 2022  | 18 ottobre 2022   |
| 15 | I cavalieri dell'oltretomba 「冥府騎士団」 - Meifu kishidan                     | 28 gennaio 2022  | 25 ottobre 2022   |
| 16 | La dignità di un re 「王の威厳」 - Ō no igen                                    | 4 febbraio 2022  | 1º novembre 2022  |
| 17 | La maledizione dell'immortalità 「不死の呪い」 - Fushi no noroi                 | 11 febbraio 2022 | 8 novembre 2022   |
| 18 | La guerra contro gli dei 「神々との争い」 - Kamigami to no arasoi               | 18 febbraio 2022 | 15 novembre 2022  |
| 19 | L'ultimo baluardo 「最後の砦」 - Saigo no toride                                | 25 febbraio 2022 | 22 novembre 2022  |
| 20 | Immortalità contro invincibilità 「“不死身” 対 ”無敵”」 - “Fujimi” tai ”muteki” | 4 marzo 2022     | 29 novembre 2022  |
| 21 | Lo stile di scherma di un re 「王の剣」 - Ō no ken                              | 11 marzo 2022    | 6 dicembre 2022   |
| 22 | La promessa al demonio 「魔神との約束」 - Majin to no yakusoku                  | 18 marzo 2022    | 13 dicembre 2022  |
| 23 | Il re e il sole 「王様と太陽」 - Ōsama to Taiyō                                 | 25 marzo 2022    | 20 dicembre 2022  |

##### The Treasure Chest of Courage
| Nº | Titolo italiano Giapponese 「Kanji」 - Rōmaji | In onda        | In onda        |
| Nº | Titolo italiano Giapponese 「Kanji」 - Rōmaji | Giapponese     | Italiano       |
| 1  | La commissione di Kage 「カゲのおつかい」 - Kage no ōtsukaiIl principe e i soldi 「王子とお金」 - Ōji to okane                                                                              | 14 aprile 2023 | 4 maggio 2023  |
| 2  | Bestie selvagge 「荒野の獣」 - Arano no shishiIl deserto misterioso 「ふしぎな砂漠」 - Fushigi na sabaku                                                                                    | 21 aprile 2023 | 11 maggio 2023 |
| 3  | La vecchia amica di Hiling 「ヒリングの旧友」 - Hiringu no kyūyūDaida e la magia 「ダイダと魔法」 - Daida to mahō                                                                           | 28 aprile 2023 | 18 maggio 2023 |
| 4  | L'immortalità e i tre fratelli 「不死と三兄弟」 - Fushi to sankyōdai | 5 maggio 2023  | 25 maggio 2023 |
| 5  | La legge dell'oltretomba 「冥府の掟」 - Meifu no okiteUn cavallo bianco innamorato 「恋する白馬」 - Koisuru hakubaHokuro, il soldato gentile 「優しき兵士ホクロ」 - Yasashiki heishi Hokuro | 12 maggio 2023 | 1º giugno 2023 |
| 6  | Bojji il re 「王になったボッジ」 - Oni natta BojjiLa tristezza di re Daida 「ダイダ王の憂鬱」 - Daida o no yūutsu                                                                           | 19 maggio 2023 | 8 giugno 2023  |
| 7  | Il debole sorriso dell'incantatore di serpenti 「薄ら笑いの蛇使い」 - Susukira warai no hebizukaiIl banchetto dei quattro guardiani celesti 「四天王の宴」 - Shitennō no utage              | 26 maggio 2023 | 15 giugno 2023 |
| 8  | Il desiderio di Kage 「カゲのあこがれ」 - Kage no akogareUna grande madre 「偉大な母」 - Idai na haha                                                                                       | 2 giugno 2023  | 22 giugno 2023 |
| 9  | Miranjo e il demonio 「ミランジョと魔神」 - Miranjo to majinIl principe e i tesori 「王子と宝物」 - Ōji to takaramono                                                                       | 9 giugno 2023  | 29 giugno 2023 |
| 10 | Il ritorno della spada sovrana 「剣王の復活」 - Kenō no fukkatsu | 16 giugno 2023 | 6 luglio 2023  |

## Accoglienza
Secondo la rivista Kono manga ga sugoi! il manga è stato il settimo più letto dai lettori maschili nel 2019 in Giappone.